# L'Abergement-de-Varey
Pour les articles homonymes, voir L'Abergement et Varey.
L'Abergement-de-Varey (prononcé [l‿ a.bɛʁ.ʒə.mɑ̃.də.va.ʁɛ]) est une commune française, située dans le département de l'Ain en région Auvergne-Rhône-Alpes.

## Géographie
La commune est située dans les premiers contreforts du Bugey, non loin de Pont-d'Ain. Le GR 59 la traverse. Elle est située sur un flanc de coteau, dans la zone d'appellation contrôlée des vins du Bugey-Cerdon.

### Climat
Pour des articles plus généraux, voir Climat d'Auvergne-Rhône-Alpes et Climat de l'Ain.
En 2010, le climat de la commune est de type climat de montagne, selon une étude du CNRS s'appuyant sur une série de données couvrant la période 1971-2000. En 2020, Météo-France publie une typologie des climats de la France métropolitaine dans laquelle la commune est exposée à un climat de montagne ou de marges de montagne et est dans la région climatique Jura, caractérisée par une forte pluviométrie en toutes saisons (1 000 à 1 500 mm/an), des hivers rigoureux et un ensoleillement médiocre.
Pour la période 1971-2000, la température annuelle moyenne est de 10,5 °C, avec une amplitude thermique annuelle de 17,4 °C. Le cumul annuel moyen de précipitations est de 1 313 mm, avec 11,8 jours de précipitations en janvier et 8,1 jours en juillet. Pour la période 1991-2020, la température moyenne annuelle observée sur la station météorologique de Météo-France la plus proche, sur la commune de Saint-Rambert-en-Bugey à 7 km à vol d'oiseau, est de 11,4 °C et le cumul annuel moyen de précipitations est de 1 512,4 mm,. Pour l'avenir, les paramètres climatiques de la commune estimés pour 2050 selon différents scénarios d'émission de gaz à effet de serre sont consultables sur un site dédié publié par Météo-France en novembre 2022.

## Urbanisme

### Typologie
Au 1er janvier 2024, L'Abergement-de-Varey est catégorisée commune rurale à habitat dispersé, selon la nouvelle grille communale de densité à 7 niveaux définie par l'Insee en 2022.
Elle est située hors unité urbaine et hors attraction des villes,.

### Occupation des sols
L'occupation des sols de la commune, telle qu'elle ressort de la base de données européenne d’occupation biophysique des sols Corine Land Cover (CLC), est marquée par l'importance des forêts et milieux semi-naturels (64,8 % en 2018), une proportion identique à celle de 1990 (64,8 %). La répartition détaillée en 2018 est la suivante : 
forêts (64,8 %), prairies (32,2 %), zones agricoles hétérogènes (3,1 %).
L'évolution de l’occupation des sols de la commune et de ses infrastructures peut être observée sur les différentes représentations cartographiques du territoire : la carte de Cassini (XVIIIe siècle), la carte d'état-major (1820-1866) et les cartes ou photos aériennes de l'IGN pour la période actuelle (1950 à aujourd'hui).

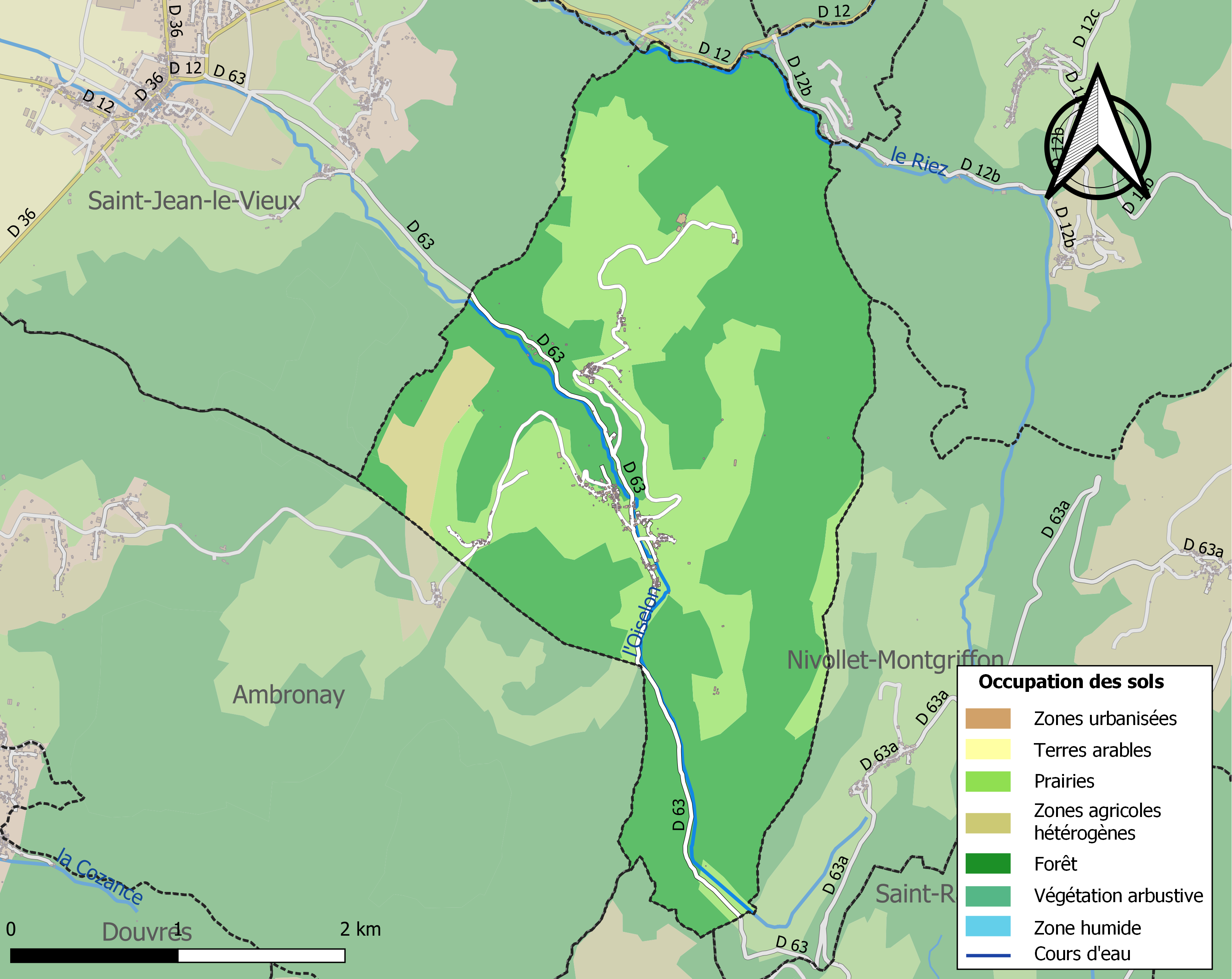
Carte des infrastructures et de l'occupation des sols de la commune en 2018 (CLC).

## Toponymie
Le nom de la localité est attesté pour la première fois connue dans des écrits, on le retrouve dans cette phrase Villa que dicitur l'Arbergementum Sanctis Johannis ou Villa que appellatur Labergementum en 1169, l'Albertgiment en 1212 et en 1288, Albergamentum en 1288.
En arpitan ancien, un Abergement était un territoire donné par son suzerain à son vassal, paysan ou non, et moyennant redevance annuelle. Ce mode de location à très long terme avait pour but de favoriser le défrichement des terres et le développement agricole.
On trouve quatre communes dans l'Ain avec ce nom typique du Jura, débordant également sur la Saône-et-Loire, la Côte-d'Or et le Doubs : Le Petit-Abergement, Le Grand-Abergement, L'Abergement-Clémenciat. Il semble désigner des concessions agricoles à des colons du XIe au XVe siècle.

## Histoire
D'abord simple succursale de Saint-Jean-le-Vieux, puis paroisse sous le vocable de saint Louis (28 août 1808). L'Abergement-de-Varey est mentionné pour la première fois dans une bulle du pape Alexandre III, de l'an 1169. Par arrêt du Parlement de Dijon, du 4 février 1655, « la cour adjugea huit sols sur chaque chef de famille au curé de Saint-Jean-le-Vieux, à la charge qu'il entretiendrait un vicaire résidant à l'Abergement. ».

## Politique et administration

### Découpage territorial
La commune de l'Abergement-de-Varey est membre de la communauté de communes de la Plaine de l'Ain, un établissement public de coopération intercommunale (EPCI) à fiscalité propre créé le 15 décembre 2002 dont le siège est à Chazey-sur-Ain. Ce dernier est par ailleurs membre d'autres groupements intercommunaux.
Sur le plan administratif, elle est rattachée à l'arrondissement de Belley, au département de l'Ain et à la région Auvergne-Rhône-Alpes. Sur le plan électoral, elle dépend du  canton d'Ambérieu-en-Bugey pour l'élection des conseillers départementaux, depuis le redécoupage cantonal de 2014 entré en vigueur en 2015, et de la cinquième circonscription de l'Ain  pour les élections législatives, depuis le dernier découpage électoral de 2010.

### Administration municipale
| Période                                  | Période  | Identité                       | Étiquette | Qualité       |
| ---------------------------------------- | -------- | ------------------------------ | --------- | ------------- |
| Les données manquantes sont à compléter. |          |                                |           |               |
| 1953                                     | 1965     | Joseph Grumod                  |           |               |
| 1965                                     | 1977     | Hippolyte Tiller               |           |               |
| 1977                                     | 2008     | Robert Gonnand                 |           |               |
| 2008                                     | En cours | Max Orset Réélu au 27 mai 2020 | SE        | Réélu en 2014 |

## Population et société

### Démographie
L'évolution du nombre d'habitants est connue à travers les recensements de la population effectués dans la commune depuis 1793. Pour les communes de moins de 10 000 habitants, une enquête de recensement portant sur toute la population est réalisée tous les cinq ans, les populations de référence des années intermédiaires étant quant à elles estimées par interpolation ou extrapolation. Pour la commune, le premier recensement exhaustif entrant dans le cadre du nouveau dispositif a été réalisé en 2006.
En 2022, la commune comptait 273 habitants, en évolution de +12,35 % par rapport à 2016 (Ain : +5,15 %, France hors Mayotte : +2,11 %).
| 1793 | 1800 | 1806 | 1821 | 1831 | 1836 | 1841 | 1846 | 1851 |
| ---- | ---- | ---- | ---- | ---- | ---- | ---- | ---- | ---- |
| 532  | 541  | 559  | 546  | 552  | 539  | 549  | 547  | 540  |

| 1856 | 1861 | 1866 | 1872 | 1876 | 1881 | 1886 | 1891 | 1896 |
| ---- | ---- | ---- | ---- | ---- | ---- | ---- | ---- | ---- |
| 486  | 496  | 491  | 496  | 484  | 490  | 486  | 421  | 391  |

| 1901 | 1906 | 1911 | 1921 | 1926 | 1931 | 1936 | 1946 | 1954 |
| ---- | ---- | ---- | ---- | ---- | ---- | ---- | ---- | ---- |
| 357  | 323  | 291  | 256  | 253  | 219  | 203  | 190  | 157  |

| 1962 | 1968 | 1975 | 1982 | 1990 | 1999 | 2006 | 2011 | 2016 |
| ---- | ---- | ---- | ---- | ---- | ---- | ---- | ---- | ---- |
| 103  | 88   | 106  | 136  | 159  | 168  | 198  | 234  | 243  |

| 2021 | 2022 | - | - | - | - | - | - | - |
| ---- | ---- | - | - | - | - | - | - | - |
| 267  | 273  | - | - | - | - | - | - | - |

### Vie associative
Le comité des fêtes de L'Abergement organise des rencontres entre les villageois.

## Culture et patrimoine

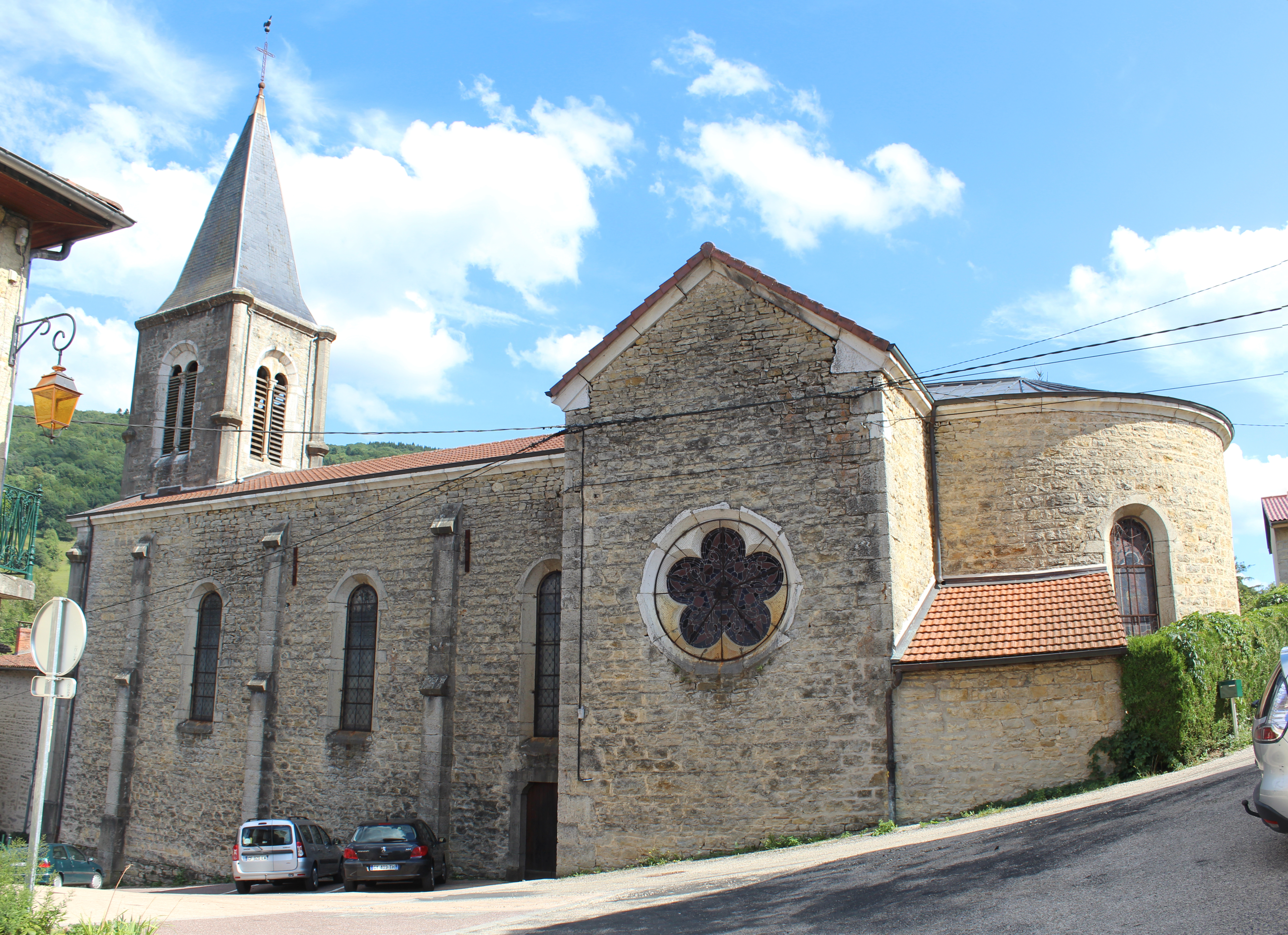
Église Sainte-Madeleine.

### Lieux et monuments
- Église Sainte-Madeleine, néo-romane du XIXe siècle.
- Monument de la Résistance (février 1944).

### Héraldique
| Blason de L'Abergement-de-Varey | Blason  | D’azur à une montagne de trois pointes d’or surmontée d’une étoile du même en chef. |
| Blason de L'Abergement-de-Varey | Détails | Le statut officiel du blason reste à déterminer.                                    |

## Personnalités liées à la commune
- Bernard Ier, prieur de la chartreuse de Portes, serait originaire du lieu.